# Methallylchlorid
Methallylchlorid je organická sloučenina se vzorcem CH2=C(CH3)CH2Cl, izomer krotylchloridu. Jedná se o bezbarvou kapalinu se slzotvornými účinky, vlastnostmi podobnou allylchloridu. Využívá se jako alkylační činidlo, které zavádí do molekul izobutenylové skupiny.

## Reakce
Tato látka může sloužit k přípravě methallylových ligandů.
Methylencyklopropan lze připravit vnitromolekulární cyklizací methallylchloridu působením silné zásady, například amidu sodného.